# DR 21
DR 21 – ogromny obłok molekularny znajdujący się w gwiazdozbiorze Łabędzia. Obszar ten znajduje się w odległości około 6000 lat świetlnych, a rozciąga przez 80 lat świetlnych. Należy do kompleksu Cygnus X.
W obszarze tym zaobserwowano narodziny jednych z najbardziej masywnych gwiazd powstających w naszej Galaktyce. DR 21 zawiera w sobie wielkie, niemal puste bąble oraz złożone wzory pyłu i gazu. Włókna te świecą w podczerwieni dzięki występującym w nich składnikom organicznym znanym jako PAH. Poszarpane wzory DR 21 powstały w wyniku oddziaływań wiatrów międzygwiazdowych z ciśnieniem promieniowania, polami magnetycznymi oraz grawitacją.
Zdjęcia wykonane Szeregową Kamerą Podczerwieni Kosmicznego Teleskopu Spitzera ujawniły grupę energetycznych, nowo narodzonych gwiazd. Gwiazdy te rozrywają gaz i pył znajdujący się wokół nich. Pojedyncza gwiazda z tej grupy jest 100 000 razy jaśniejsza od Słońca. Taka gwiazda odrzuca gorącą materię gwiezdną do otaczającego ją obłoku molekularnego. Może to wskazywać na istnienie wokół gwiazd tej grupy dysków protoplanetarnych.